# Station Bernissem
Station Bernissem is een voormalige spoorweghalte langs spoorlijn 23 (Drieslinter-Tongeren) in de stad Sint-Truiden. De stopplaats werd beheerd door het station Ordingen. Vóór de Eerste Wereldoorlog was er een industrieaansluiting naar de nabijgelegen suikerfabriek van Bernissem, in de voormalige Commanderij van de Duitse orde (zie Commanderij Bernissem), ten noorden van de spoorlijn. In de jaren 1970 werd aan de zuidzijde van de spoorlijn een industrieaansluiting aangelegd naar twee bedrijven op het industrieterrein Terbiest.
Hoewel de stopplaats reeds in de jaren '20 van de twintigste eeuw werd gesloten voor het reizigersverkeer bleef er tot in 1988 actief goederenverkeer naar het vlak bij de stopplaats gelegen industrieterrein Terbiest (tegenwoordig industrieterrein Schurhovenveld geheten).
Het wachthuis is omgebouwd tot woning.
Het tracé van de oude spoorlijn is nu een fietsroute: 'De Spoorweg Zate' en verbindt het industrieterrein Schurhovenveld met het Speelhof.
0,0: Drieslinter ·
4,1: Zoutleeuw ·
7,0: Wilderen ·
9,9: Sint-Truiden ·
12,2: Melveren ·
13,1: Bernissem ·
15,4: Ordingen ·
18,7: Hoepertingen ·
22,0: Rullingen ·
22,6: Borgloon ·
24,3: Kerniel ·
27,3: Jesseren ·
28,9: Piringen ·
33,4: Tongeren